# Величко Чолаков
Величко Чолаков (Железния) е български щангист. Той е единственият българин олимпийски медалист при супертежките щангисти.

## Биография
Роден на 12 януари 1982 г. в Смолян. Висок е 1,98 м и тежи около 170 кг. Почетен гражданин е на гр. Смолян и община Неделино. Семеен с две деца.
Величко Чолаков започва да тренира на 12-годишна възраст при личния си треньор Костадин Грозданов. Скоро се сдобива с прякора Железния.
За първи път става републикански шампион на 15-годишна възраст. Има 30 държавни титли като шампион на България в различните движения и двубоя. През 2002 г. на Световното първенство за младежи в Чехия става втори, а няколко месеца по-късно на Европейско първенство в Италия става първи и грабва златото. 
Той е сребърен медалист от Световното първенство във Ванкувър, Канада през 2003 г. Участва на Олимпийските игри в Атина през 2004 г. и печели бронзов медал в категория над 105 кг, като изтласква общо 447.5 кг (205.0 кг + 242.5 кг). 
В същата категория става и е европейски шампион за 2004 г. на Европейски шампионат по вдигане на тежести в Киев, Украйна. През 2006 г. печели сребърен медал на Европейски шампионат по вдигане на тежести 2006 във Владиславово.
През януари 2006 г. е поканен от Арнолд Шварценегер да участва в турнира „Арнолд Класик“ за най-силни мъже на планетата в различните спортове в САЩ. На турнира Величко изтласква 228 кг, което е с 1 кг повече от 36-годишния рекорд на щата Охайо. 
Снимката на Величко Чолаков от Олимпиадата в Атина 2004 е използвана в английски учебник като илюстрация към урок, в който се изучават връзката между физиката и силите.
Той е българската надежда за злато за Олимпиада в Пекин през 2008 г., но в навечерието на Олимпиадата дава положителна допинг проба на извънсъстезателен тест заедно с още 10 състезатели от националния отбор по това време. Заради скандала България оттегля отбора си от участие на Олимпийските игри в Пекин. След четиригодишно наказание Величко Чолаков се завръща, състезавайки се за Азербайджан, като получава квота за участие на Летните олимпийски игри 2012 г. в Лондон, но се оттегля заради контузия в китката.
През 2013 г. се заема с треньорска дейност на деца, като става президент и треньор на родния си Спортен клуб по вдигане на тежести „Родопа“. Там той работи на доброволни начала, а неговите възпитаници печелят редица състезания.
На 26 септември 2015 г. с бенефис Величко Чолаков слага край на състезателната си дейност пред няколко хиляди души в родния си град Смолян. До смъртта си той се занимава с треньорската дейност в родния си клуб „Родопа“ в Смолян и получава олимпийска пенсия.
Умира внезапно на 20 август 2017 г. на 35-годишна възраст в дома си от сърдечни проблеми, от които активно се лекува през последните години.
Погребан е в родния си град Смолян с почести и многохилядно шествие. В знак на почит и уважение Спортната зала в град Смолян е кръстена на неговото име.

## Спортни постижения
| Година                                               | Място                                 | Категория (до)         | С изхвърляне (кг)      | С изхвърляне (кг)      | С изхвърляне (кг)      | С изхвърляне (кг)      | С изтласкване (кг)     | С изтласкване (кг)     | С изтласкване (кг)     | С изтласкване (кг)     | Общо                   | Място                  |
| Година                                               | Място                                 | Категория (до)         | 1                      | 2                      | 3                      | Място                  | 1                      | 2                      | 3                      | Място                  | Общо                   | Място                  |
| Състезател на България                               | Състезател на България                | Състезател на България | Състезател на България | Състезател на България | Състезател на България | Състезател на България | Състезател на България | Състезател на България | Състезател на България | Състезател на България | Състезател на България | Състезател на България |
| Летни олимпийски игри                                | Летни олимпийски игри                 | Летни олимпийски игри  | Летни олимпийски игри  | Летни олимпийски игри  | Летни олимпийски игри  | Летни олимпийски игри  | Летни олимпийски игри  | Летни олимпийски игри  | Летни олимпийски игри  | Летни олимпийски игри  | Летни олимпийски игри  | Летни олимпийски игри  |
| ---------------------------------------------------- | ------------------------------------- | ---------------------- | ---------------------- | ---------------------- | ---------------------- | ---------------------- | ---------------------- | ---------------------- | ---------------------- | ---------------------- | ---------------------- | ---------------------- |
| 2004                                                 | Атина, Гърция                         | +105 кг                | 200                    | 205                    | 207.5                  | 2                      | 240                    | 245                    | 245                    | 6                      | 447.5                  | 1                      |
| Световно първенство по вдигане на тежести            |                                       |                        |                        |                        |                        |                        |                        |                        |                        |                        |                        |                        |
| 2003                                                 | Ванкувър, Канада                      | +105 кг                | 192.5                  | 200                    | 205                    | 4                      | 232.5                  | 242.5                  | 247.5                  | 1                      | 447.5                  | 2                      |
| 2006                                                 | Санто Доминго, Доминиканска република | +105 кг                | 185                    | 185                    | 185                    | -                      | ---                    | ---                    | ---                    | -                      | ---                    | -                      |
| 2007                                                 | Чанг Май, Тайланд                     | +105 кг                | 192                    | 198                    | 201                    | 1                      | 225                    | 234                    | 237                    | 4                      | 435                    | 4                      |
| Европейско първенство по вдигане на тежести          |                                       |                        |                        |                        |                        |                        |                        |                        |                        |                        |                        |                        |
| 2004                                                 | Киев, Украйна                         | +105 кг                | 192.5                  | 197.5                  | 200                    | 2                      | 240                    | 245                    | 250                    | 2                      | 445                    | 1                      |
| 2005                                                 | София, България                       | +105 кг                | 200                    | 200                    | 200                    | 4                      | 235                    | 240                    | 242.5                  | 8                      | 435                    | 6                      |
| 2006                                                 | Владиславово, Полша                   | +105 кг                | 192                    | 198                    | 200                    | 1                      | 230                    | 236                    | 238                    | 1                      | 434                    | 2                      |
| 2008                                                 | Линяно Сабиадоро, Италия              | +105 кг                | 192                    | 199                    | 200                    | 5                      | 232                    | 242                    | 246                    | 4                      | 434                    | 4                      |
| Световно първенство по вдигане на тежести за юноши   |                                       |                        |                        |                        |                        |                        |                        |                        |                        |                        |                        |                        |
| 2002                                                 | Хавиржов, Чехия                       | +105 кг                | 170                    | 175                    | 180                    | 2                      | 215                    | 215                    | 222.5                  | 2                      | 402.5                  | 2                      |
| Европейско първенство по вдигане на тежести за юноши |                                       |                        |                        |                        |                        |                        |                        |                        |                        |                        |                        |                        |
| 2002                                                 | Нуоро, Италия                         | +105 кг                | 175                    | 182.5                  | 190                    | 1                      | 210                    | 220                    | 230                    | 1                      | 420                    | 1                      |